# Strution

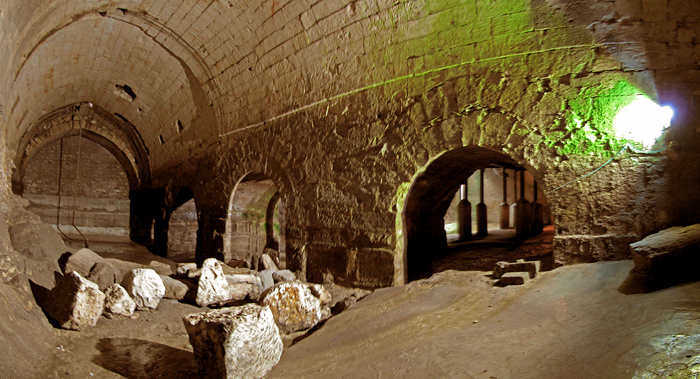
Sadzawka Strution, 2009

Strution (hebr. הסטרותיון) – antyczna podziemna sadzawka w Jerozolimie, na terenie Starego Miasta, pod powierzchnią bruku na Via Dolorosa i sąsiednimi budowlami.
Sadzawka składa się z dwóch równoległych podłużnych zbiorników zadaszonych łukowatymi sklepieniami. Pierwotnie znajdowała się u podnóża skarpy, stanowiącej jeden z boków fosy okalającej Twierdzę Antonię w I wieku. Twierdza stała w północno-zachodnim narożniku Wzgórza Świątynnego. Sadzawka mierzy 52 na 14 metrów. Zbiornik powstał w czasach Heroda Wielkiego, gdy rozbudowywano Świątynię Jerozolimską. Nazwa Strution została wymieniona przez Józefa Flawiusza w dziele Wojna żydowska, w opisie zdobycia Antonii przez Tytusa w czasie Powstania żydowskiego w roku 70. Nie odrzuca się też hipotezy związanej z teorią o wcześniejszym pochodzeniu sadzawki. Wzgórze Świątynne, ze względu na ilość składanych na nim ofiar, posiadało większą liczbę zbiorników wodnych i kanałów. Identyfikacji używanego do naszych czasów podójnego podziemnego zbiornika ze Strutionem wymienianym przez Józefa Flawiusza dokonał brytyjski oficer Charles Warren, prowadzący wykopaliska wokół Wzgórza Świątynnego w latach 1867–1870. Obecnie dostęp do sadzawki możliwy jest z dwóch stron: od strony Klasztoru Sióstr Syjońskich oraz izraelskim tunelem podczas zwiedzania podziemi po zachodniej stronie Wzgórza Świątynnego (wejście od strony Ściany Płaczu). Nazwa zbiornika zaczerpnięta z greki, gdzie στρουθίο oznacza wróbla.